# Kurt Gerron
Kurt Gerron (født 11. maj 1897 i Berlin, født 28. oktober 1944 i Auschwitz) var en jødisk skuespiller og filminstruktør.
Gerron var soldat under 1. verdenskrig, hvor han blev alvorligt såret. Efter krigen blev han teaterskuespiller og medvirkede i flere af instruktøren Max Reinhardts forestillinger. Han medvirkede i biroller i flere stumfilm i 1920'erne og begyndte at instruere kortfilm i 1926.
I 1928 spilede han Tiger Brown i det berlinske teater Die Dreigroschenopers opsætning af Mack the Knife, der blev en international succes, og gjorde Gerron kendt ud over Tysklands grænser. Han fik sit folkelige gennembrud for sin rolle i Der blaue Engel i 1930, hvor han spillede overfor Marlene Dietrich.
Ved NSDAP's magtovertagelse i 1933 blev det forbudt jøder at arbejde i filmindustrien og Gerron forlod Nazityskland med sin familie og bosatte sig i Paris og senere i Amsterdam. Han fortsatte karrieren som skuespiller og instruktør i Amsterdam. Han blev tilbudt arbejde i Hollywood, men ønskede at forblive i Europa.
Efter Nazityskalands besættelse af Nederlandene, blev Gerron interneret i transitlejren Westerbork og blev herefter sendt til koncentrationslejren Theresienstadt, hvor han af SS blev tvunget til at instruere og opsætte kabaretten Karussell, hvor han også opførte nummeret Mack the Knife samt andre kompositioner af Martin Roman og andre internerede musikere og kunstnere.
I 1944 blev Gerron tvunget til at instruere en nazistisk propagandafilm, der var tiltænkt at skulle vises i neutrale lande som Sverige og Schweiz, og som skulle vise de "humane" forhold i Theresienstadt. Da optagelserne var færdige, blev Gerron og medlemmerne af jazzpianisten Martin Romans 'Ghetto Swingers' alle sendt med det sidste tog fra lejren til Auschwitz, hvor Gerron og hans hustru blev gasset straks ved ankomsten sammen med de øvrige medvirkende i filmen (bortset fra romaen og guitaristen Coco Schumann). Dagen efter gav Reichsführer SS Heinrich Himmler ordre til afvikling af gaskamrene.
Alle kendte kopier af Gerrons sidste film, der skulle have hat titlen Theresienstadt. Ein Dokumentarfilm aus dem jüdischen Siedlungsgebiet (alternativt Der Führer schenkt den Juden eine Stadt) blev destrueret i 1945. I 1960'erne blev der i Tjekkoslovakiet fundet et ca. 20 minutters fragment af filmen.